# 熊本県農業公園

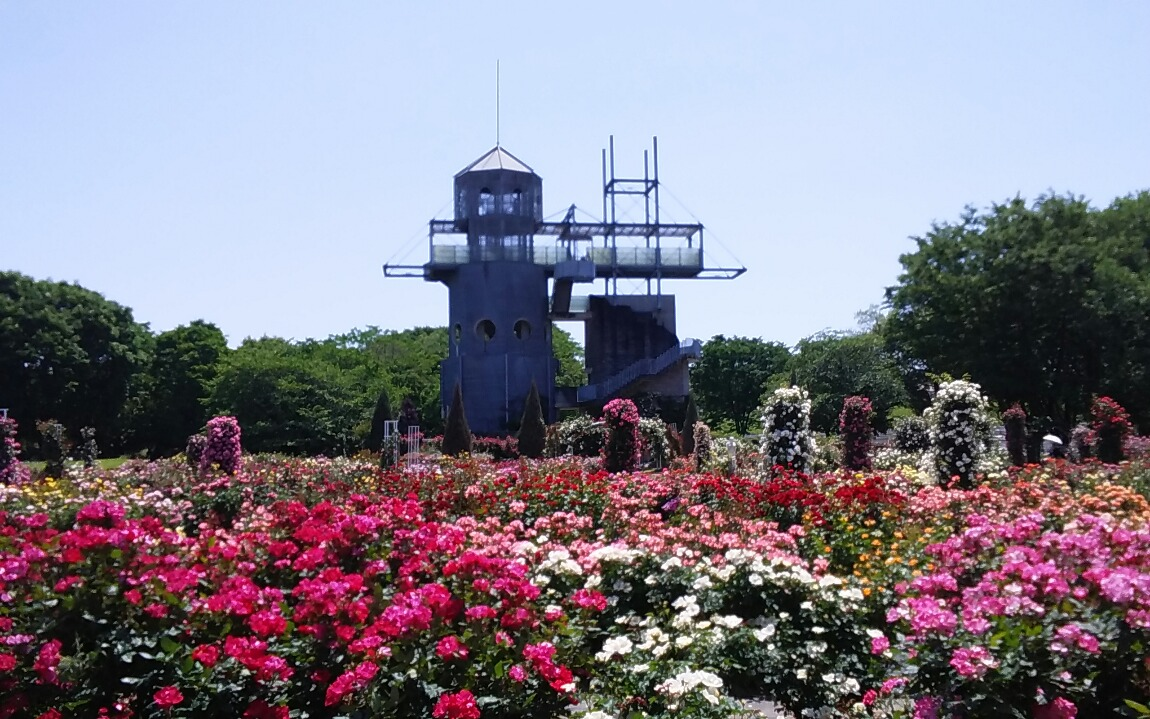
バラ園とカントリータワー

熊本県農業公園（くまもとけんのうぎょうこうえん）は、熊本県合志市にある農業公園である。愛称はカントリーパーク。

## 概説
熊本県立農業大学校・熊本県農業研究センターの隣接地に1991年8月に開園した公園で、敷地面積は27.9ha。農業について学んだり、広大な牧草地やアスレチック遊具で過ごしたりすることができ、休日には多くの家族連れ等でにぎわう。園内には農業関係のパビリオンや物産館があり、各種農業体験教室が開催されているほか、冬の植木まつり・春のバラまつり・夏の水遊び広場・秋のバラ祭りなど、年間を通じて多くのイベントが開かれるのも特徴。

## 利用情報
- 所在地

熊本県合志市栄3802-4
- 入園料

12月〜2月は100円、それ以外の時期は300円。高校生以下は通年を通して無料。
- 開園時間

12月〜2月は午前9時〜午後5時、それ以外の時期は午前9時〜午後6時。
- 休園日

火曜日（祝日にあたる場合は翌日）、12月29日〜1月3日。

## 交通アクセス
- 熊本電鉄菊池線御代志駅から徒歩24分（1.9km）。
- 熊本桜町バスターミナルから熊本電鉄バス菊池温泉ゆき、菊池プラザゆきに乗車し「大池・農業公園入口」下車、徒歩11分（850m）。
- マイカーの場合、九州自動車道北熊本スマートインターチェンジから5.5㎞、もしくは熊本インターチェンジから11km。
- 駐車場あり

## ギャラリー

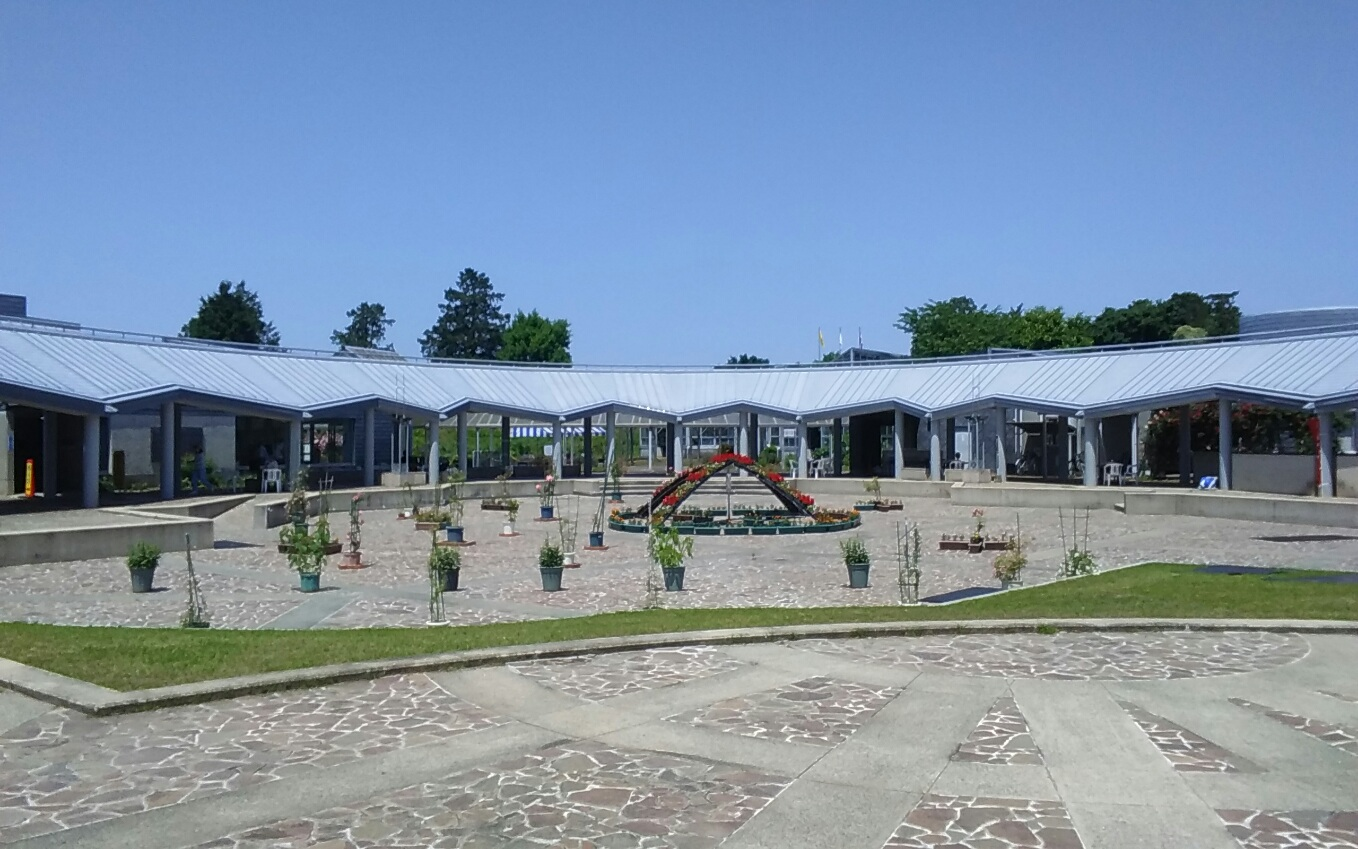
風の広場
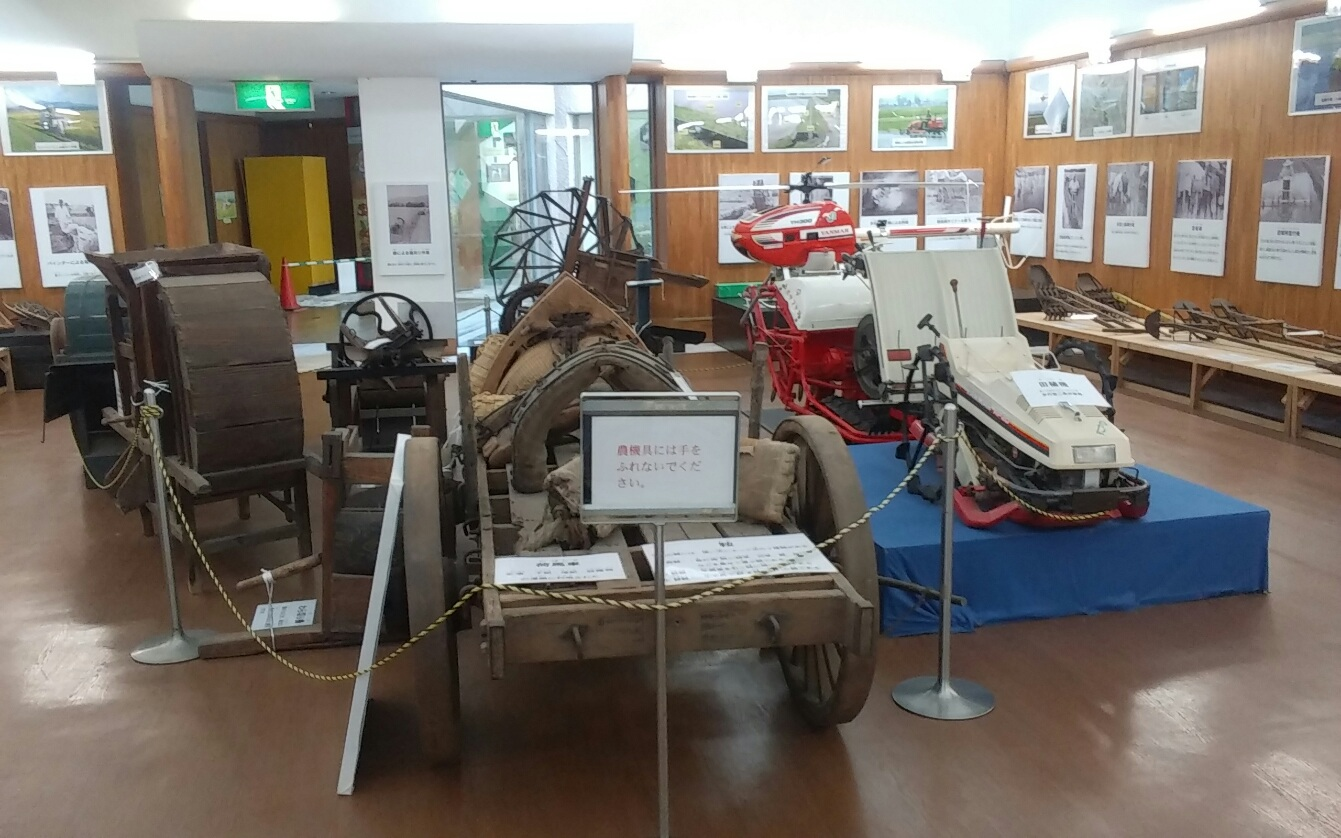
農業館
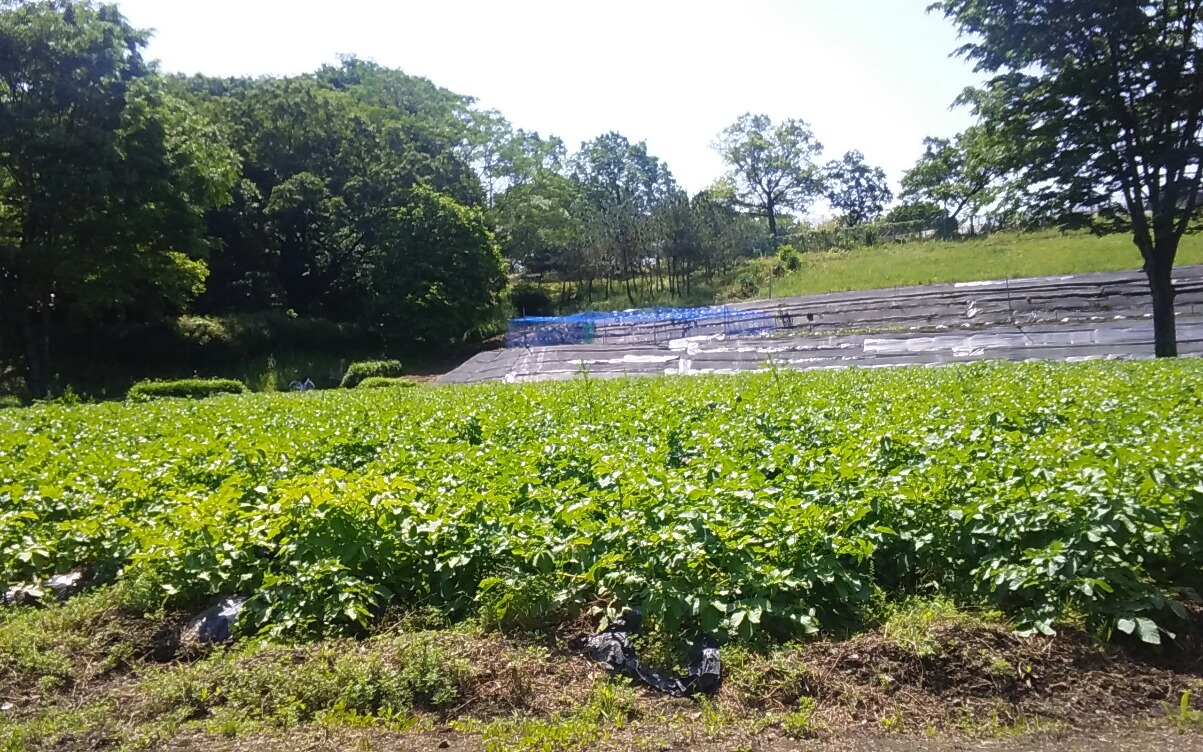
畑
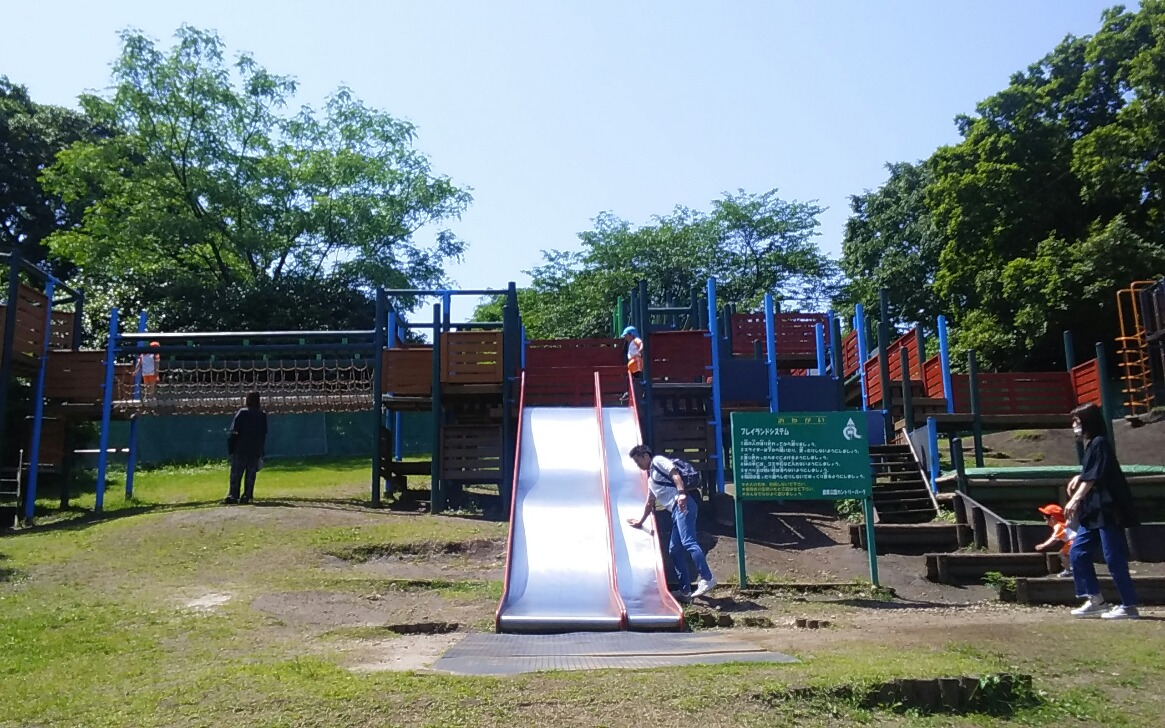
わんぱく広場
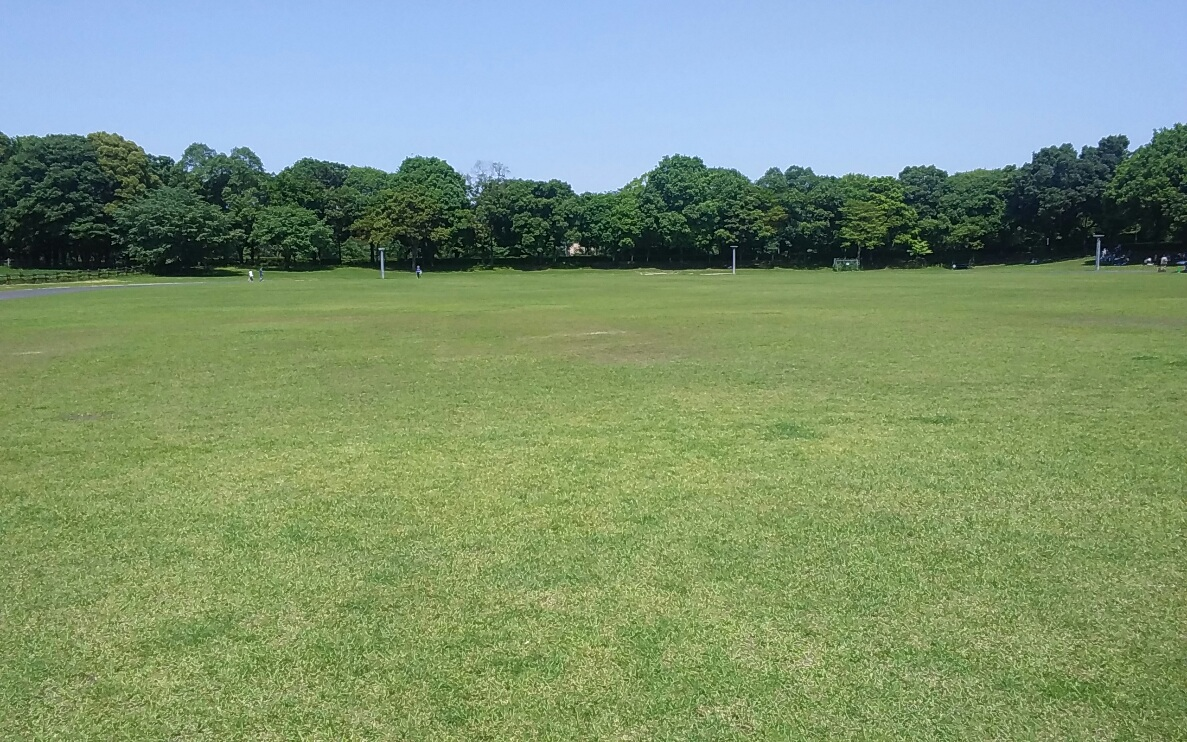
ゆうゆう広場
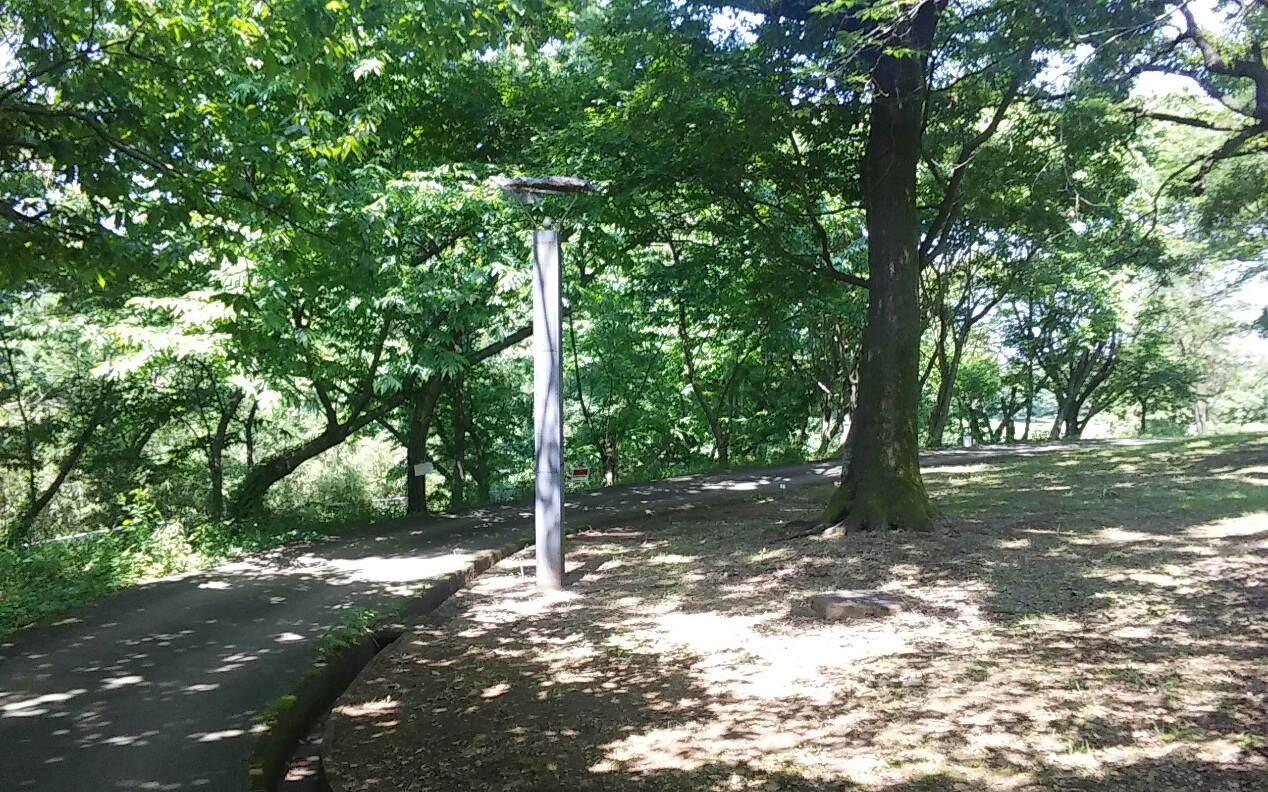
くぬぎの丘
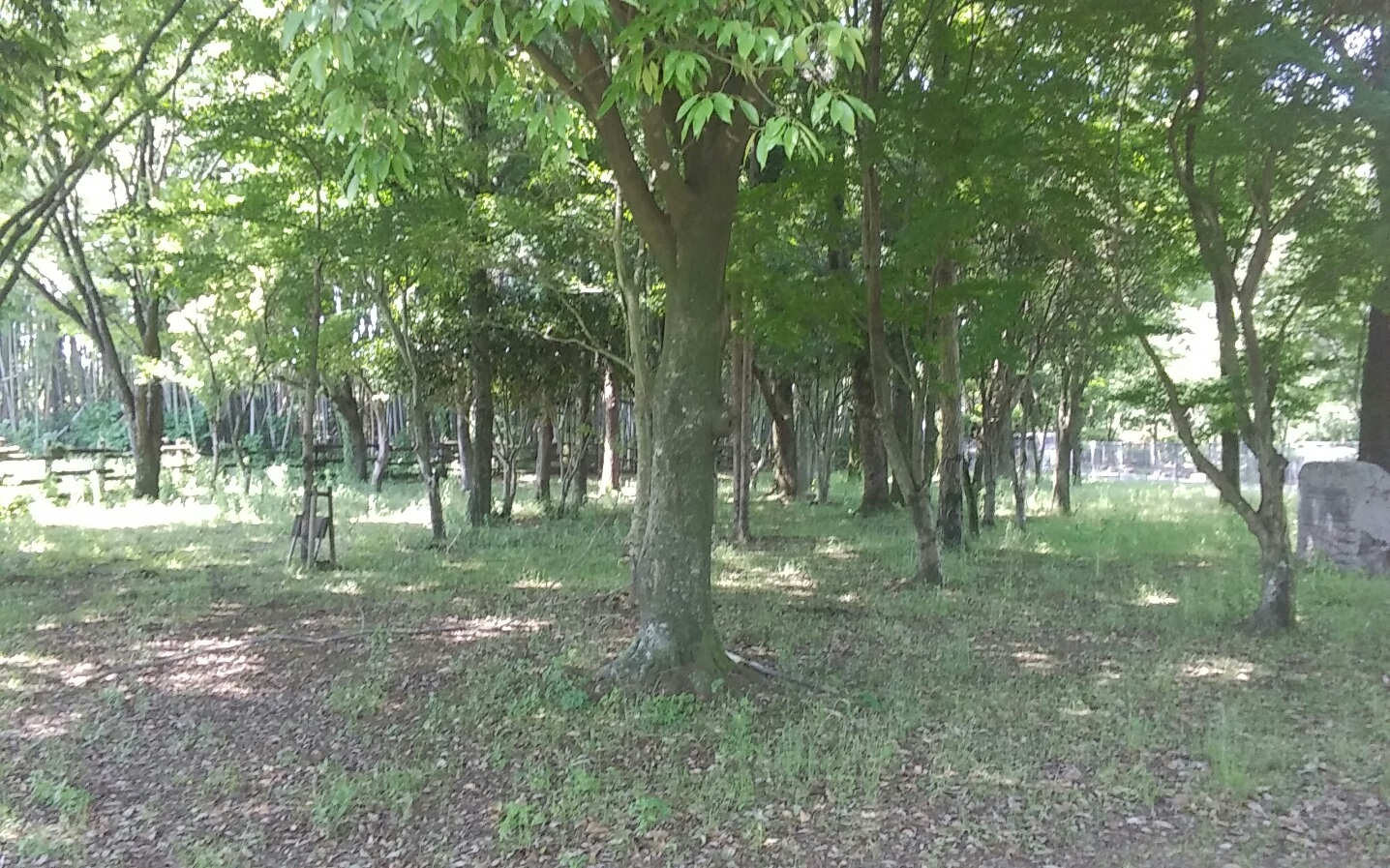
記念の森
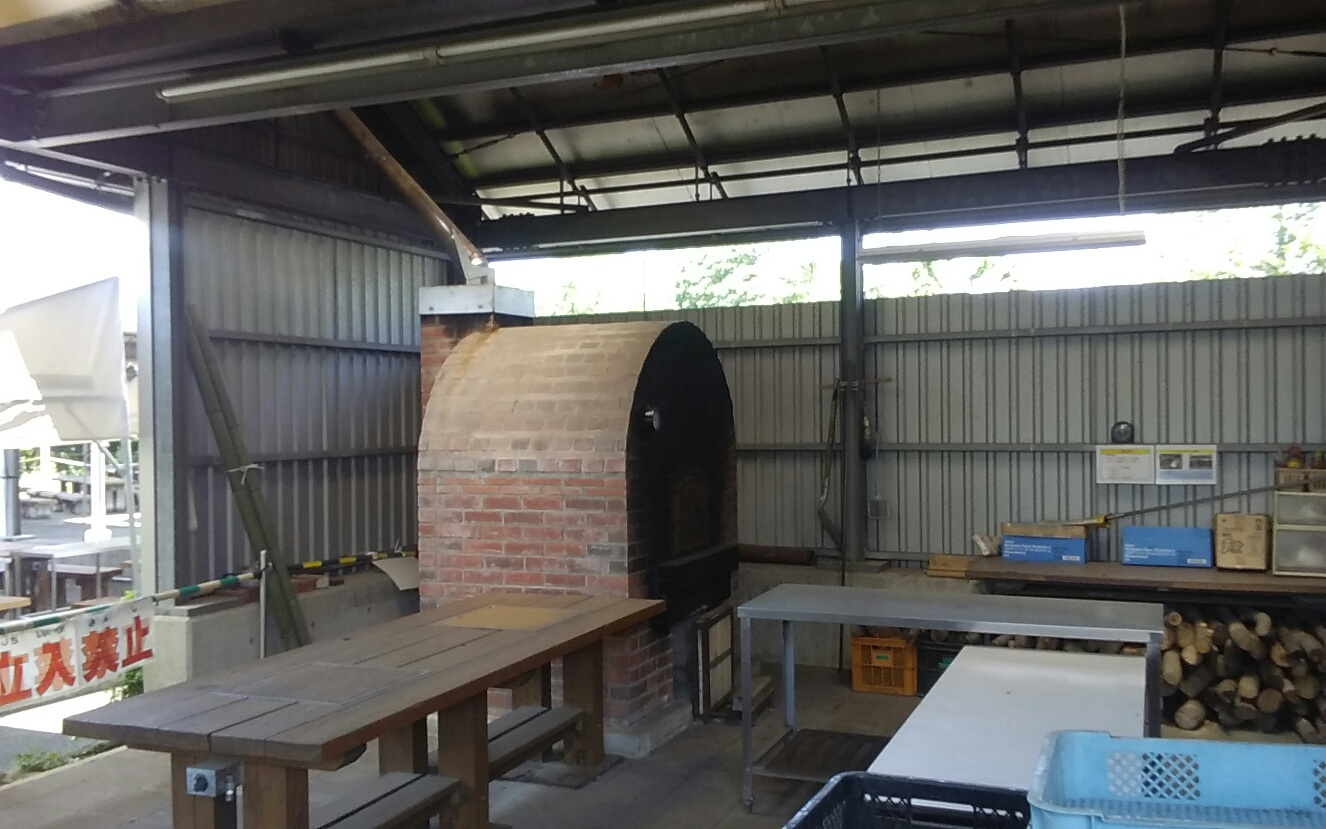
石窯
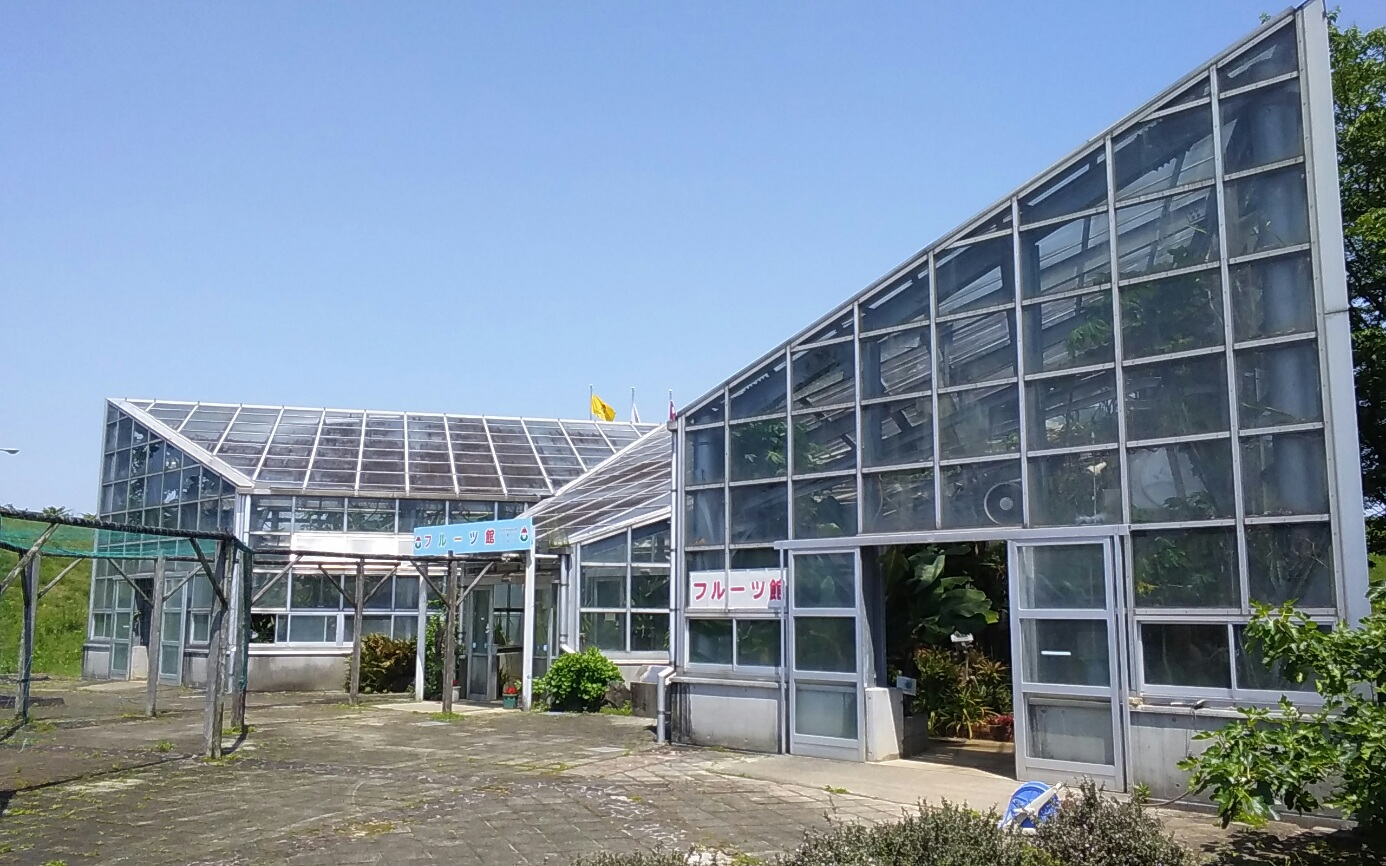
フルーツ館